# Mausolée d'Abakh Khoja
Le mausolée d'Abakh Khoja est un mausolée ouïgour de la région du Xinjiang, situé à quelques kilomètres de Kashgar. Dans ce mausolée sont enterrés les membres de la famille d'Abakh Khoja, soit 72 personnes sur 5 générations.

## Personnalités
Abakh Khoja est un chef islamique du XVIIe siècle de la région de Kashgar. Fils de Yusup pour qui le mausolée a été construit initialement, il est à la tête de 6 villes de la région du Xinjiang. Sa renommée dépasse son rôle politique et il est considéré comme un prophète. À sa mort, le mausolée de son père est rebaptisé.
Iparhan, la petite-fille d’Abakh Khoja, surnommée Xiang Fei, c'est-à-dire la concubine parfumée, est célèbre pour avoir été la seule concubine ouïgour de l'empereur Qianlong. Elle a gardé sa religion, ses coutumes et costumes toute sa vie malgré sa vie au palais impérial. Avant sa mort, à 55 ans, elle avait manifesté le souhait d'être enterrée à Kashgar, contrairement aux autres concubines enterrées avec l'empereur. Selon la légende, un convoi de 124 personnes a traversé la Chine en trois ans et demi pour rapporter son corps dans le mausolée. Le chariot est toujours visible à l'entrée du bâtiment. Selon des fouilles archéologiques, son vrai tombeau serait au milieu des autres tombeaux royaux des Qing près de Pékin.
La vie de cette concubine a fait l'objet de nombreuses légendes et films, sur son parfum supposé magique, sur la jalousie des autres concubines, etc.

## Le bâtiment et son contexte
Le mausolée fait actuellement partie d'un ensemble. Le mausolée a été construit au milieu du XVII et plusieurs fois reconstruit après destruction. Une gravure de 1884 le montre très différent de ce qu'il est aujourd'hui. Il a probablement été rentrait sur les bases anciennes. La mosquée du Sud date de la fin du XIXe siècle, comme celle de l'Ouest (1873). la mosquée du Nord-est date de la fin du XVIIe siècle.

### Plan d'ensemble: une accumulation progressive
La figure reproduite dans une publication disponible sur Internet (de 1990) s'avère être inexacte. Cette vue qui introduit une régularité d'ensemble entre toutes les parties sur une trame orthogonale est inexacte. Jean-Paul Loubes confronte plusieurs représentations dont celles réalisées par des études chinoises et d'autres, et il constate que le plan le plus conforme à la réalité, celui réalisé par Ronald Lewcock, montre un angle de 15° entre l'axe du Mausolée et celui de la mosquée de l'Ouest car « il n'y a pas eu de projet d'ensemble [...] nous avons affaire un groupement d'édifices de divers types et non à un type architectural organisateur de corps de bâtiments comme peut l'être le type [...] La figure du Temple  chinois ». Cette torsion de la réalité, cette modification d'un relevé d'architecture, pourrait bien apparaître comme une opération (plus ou moins délibérée) de « sinisation » du principal symbole de l'islam et du soufisme dans le Turkestan oriental.
Le mausolée (1600-1640) est composé sur un carré de 36 mètres de côté. et s'élève sur 20m. Le dôme, qui repose sur des murs de 10m de haut par l'intermédiaire d'un double jeu de trompes en arcs brisés, mesure 17 m de diamètre. Il est recouvert, à l'extérieur, de céramique à glaçure vert intense, sa base étant soulignée par une ligne de céramique à glaçure ocre jaune. Ces couleurs de céramique sont aussi employées sur les murs extérieurs et sur les minarets avec quelques carreaux à glaçure aux trois couleurs, sancai apparemment, couleurs réservées au domaine funéraire en Chine dès la dynastie Tang. Les grandes arcatures aveugles en arcs brisés qui ornent les murs extérieurs sont serties dans un riche décor de céramiques bleu et blanc. Ces céramiques à motifs végétaux, composés dans un style géométrique propre à la culture islamique du Turkestan, en émaux bleus sur engobe blanc, sont  utilisées sur toute la hauteur de ces encadrements et sur un des portails, ouvrant sur le jardin de la mosquée.

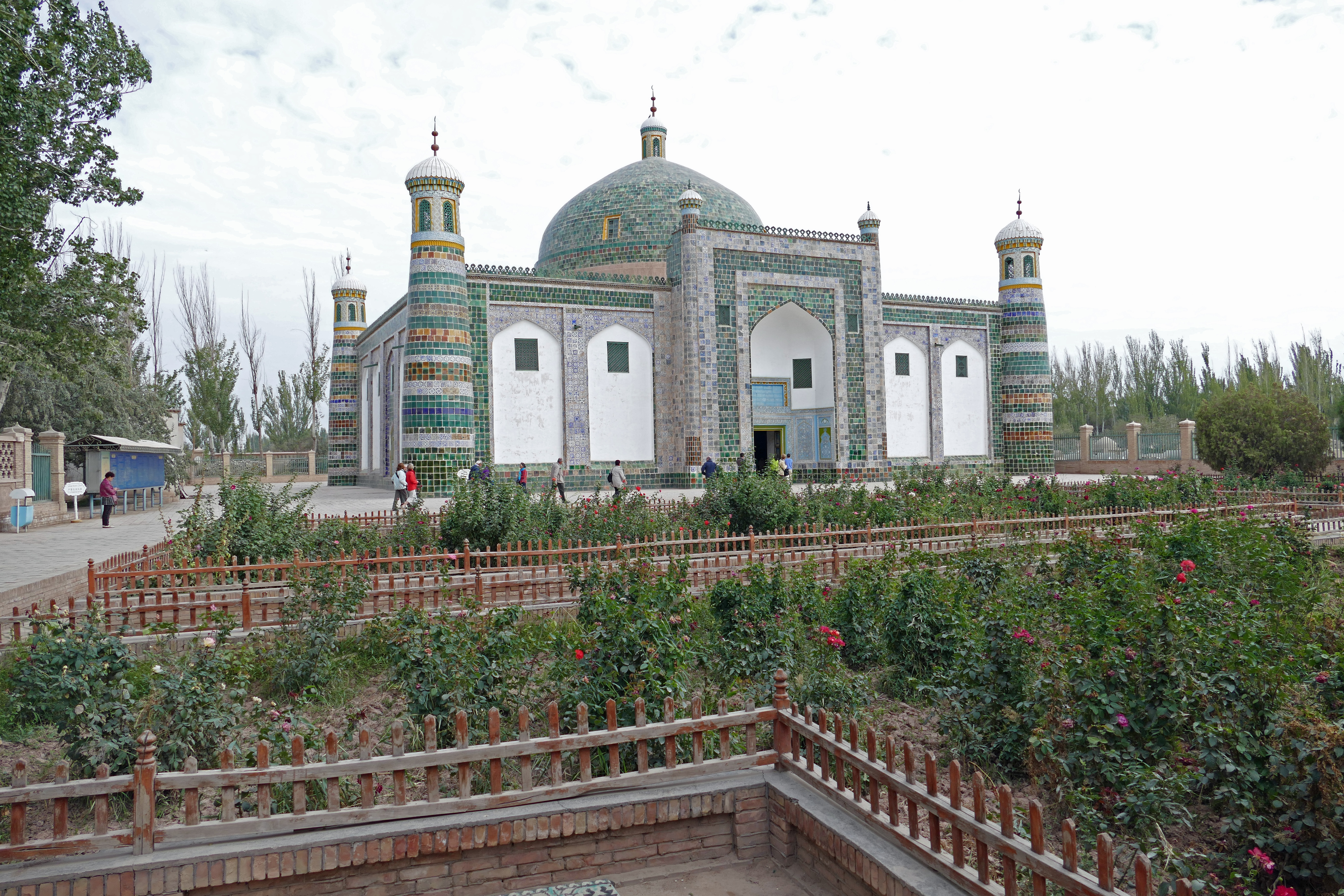
Mausolée d'Abakh Khoja, 1600-1640. Décor enveloppant de céramique  vernissée, sgraffite dans l'iwan. Minarets à profil courbe. Kachgar. 2015
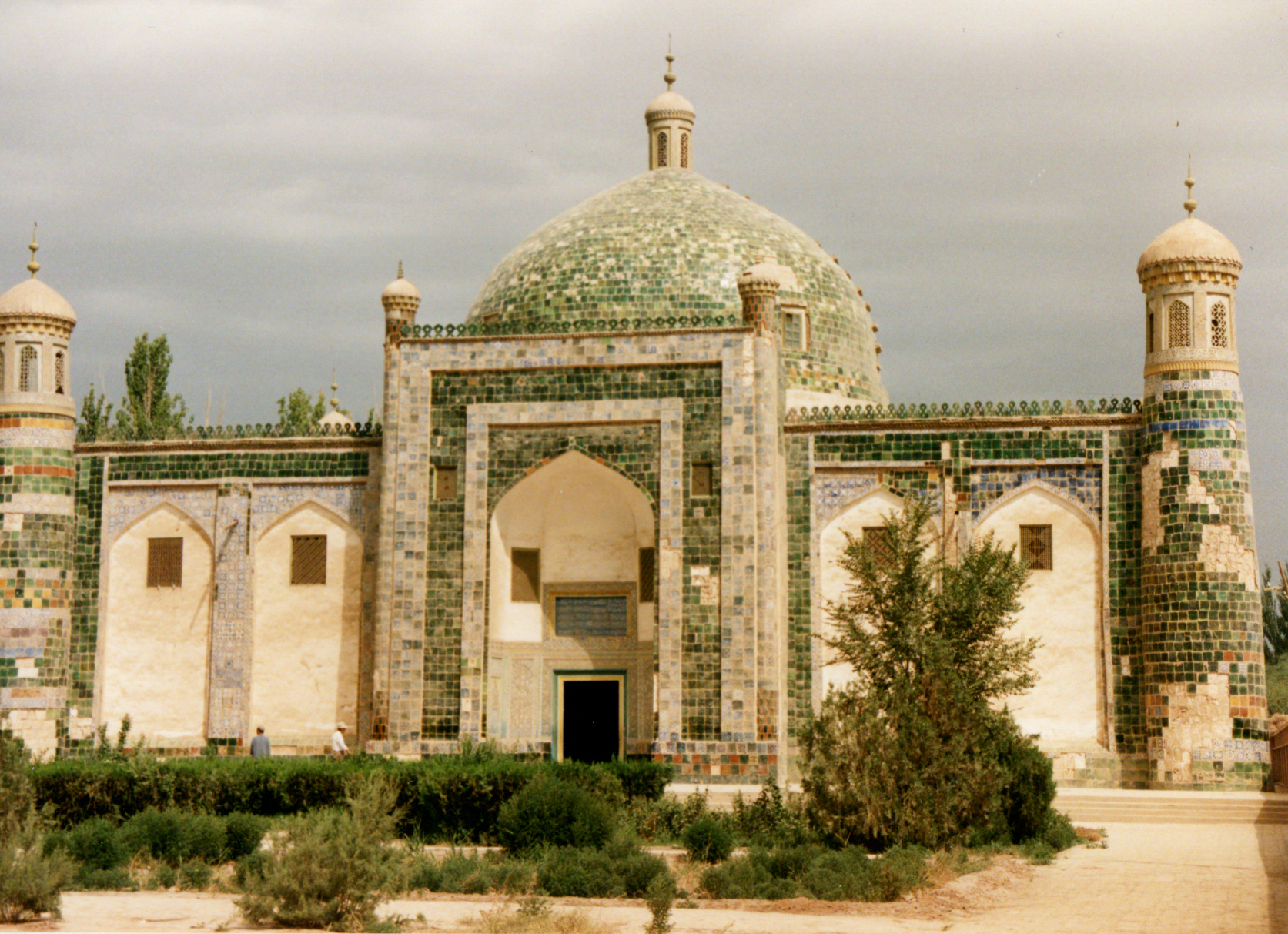
Vue du bâtiment en 1996.
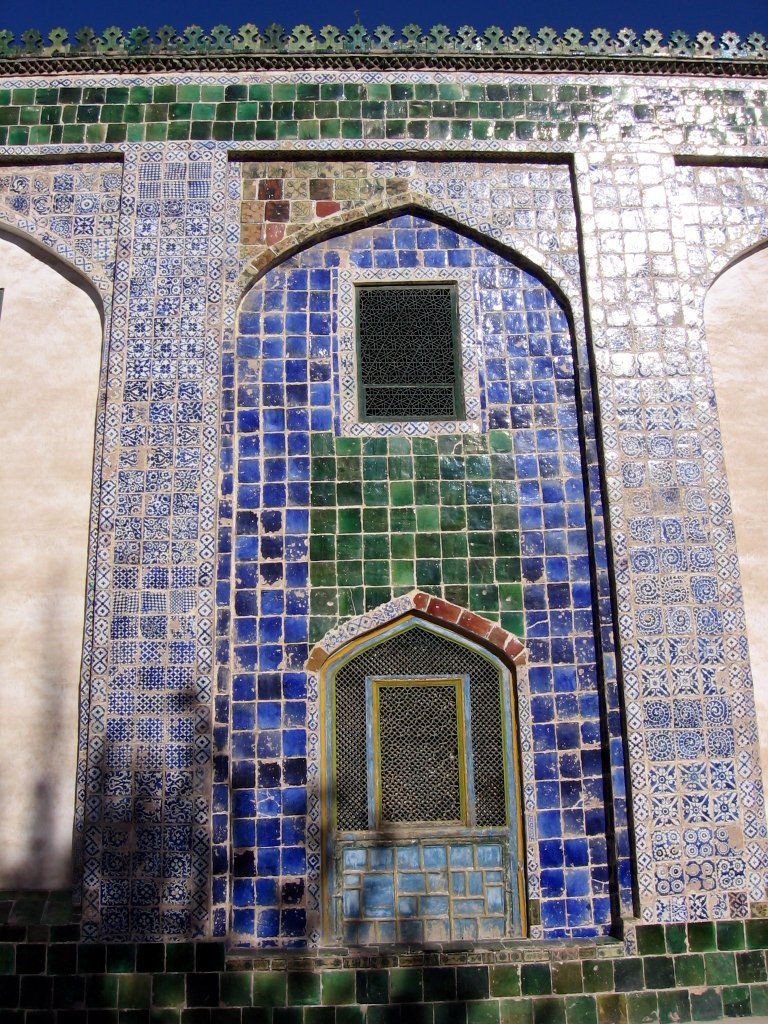
Mur latéral. Détail de revêtement, céramiques vernissées.
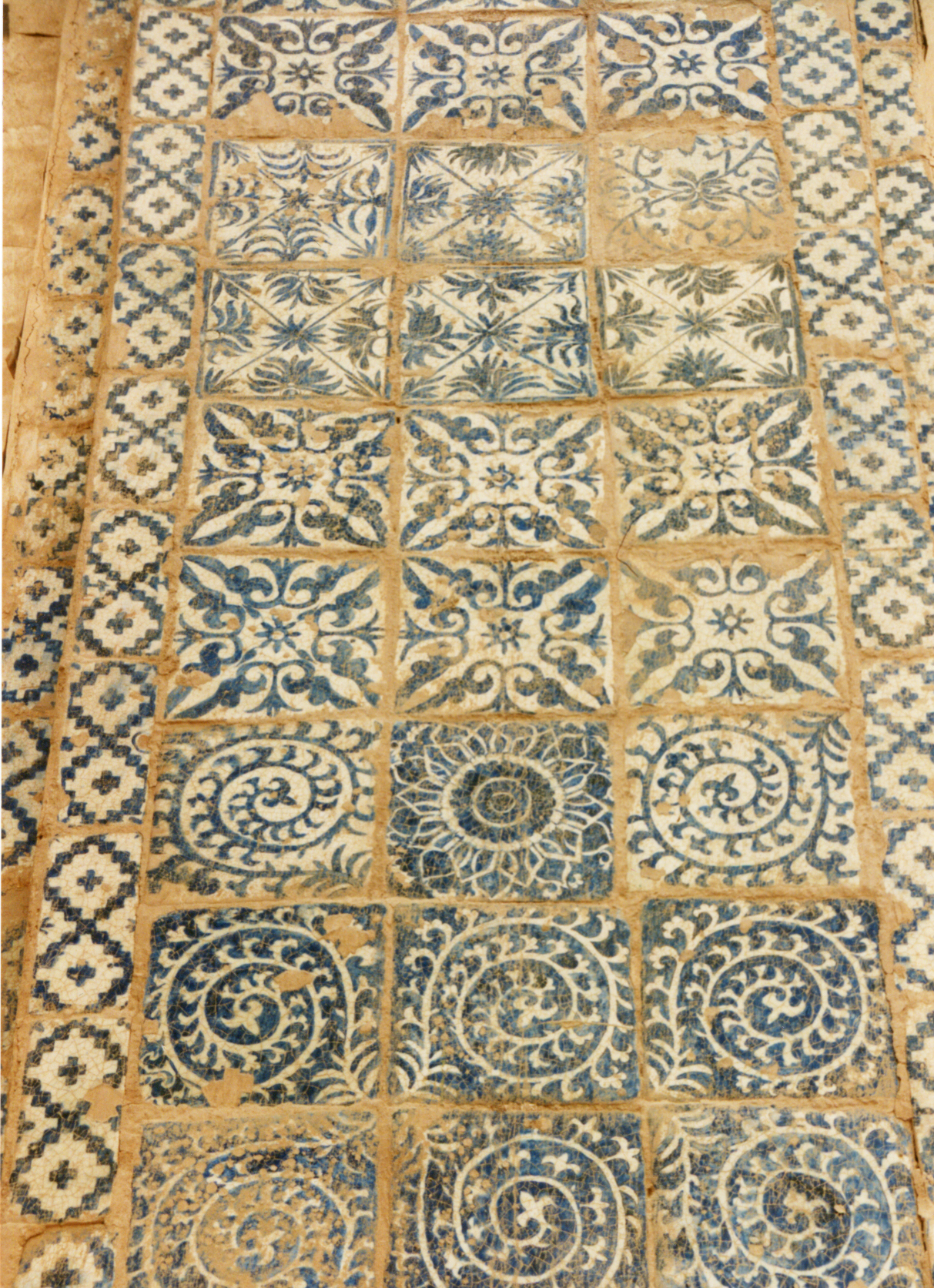
Façade : revêtement des murs extérieurs en carreaux de céramiques (faïence) aux émaux bleus sur engobe blanc à décor végétaux, sur des compositions géométriques propres à l'art islamique du Turkestan oriental.
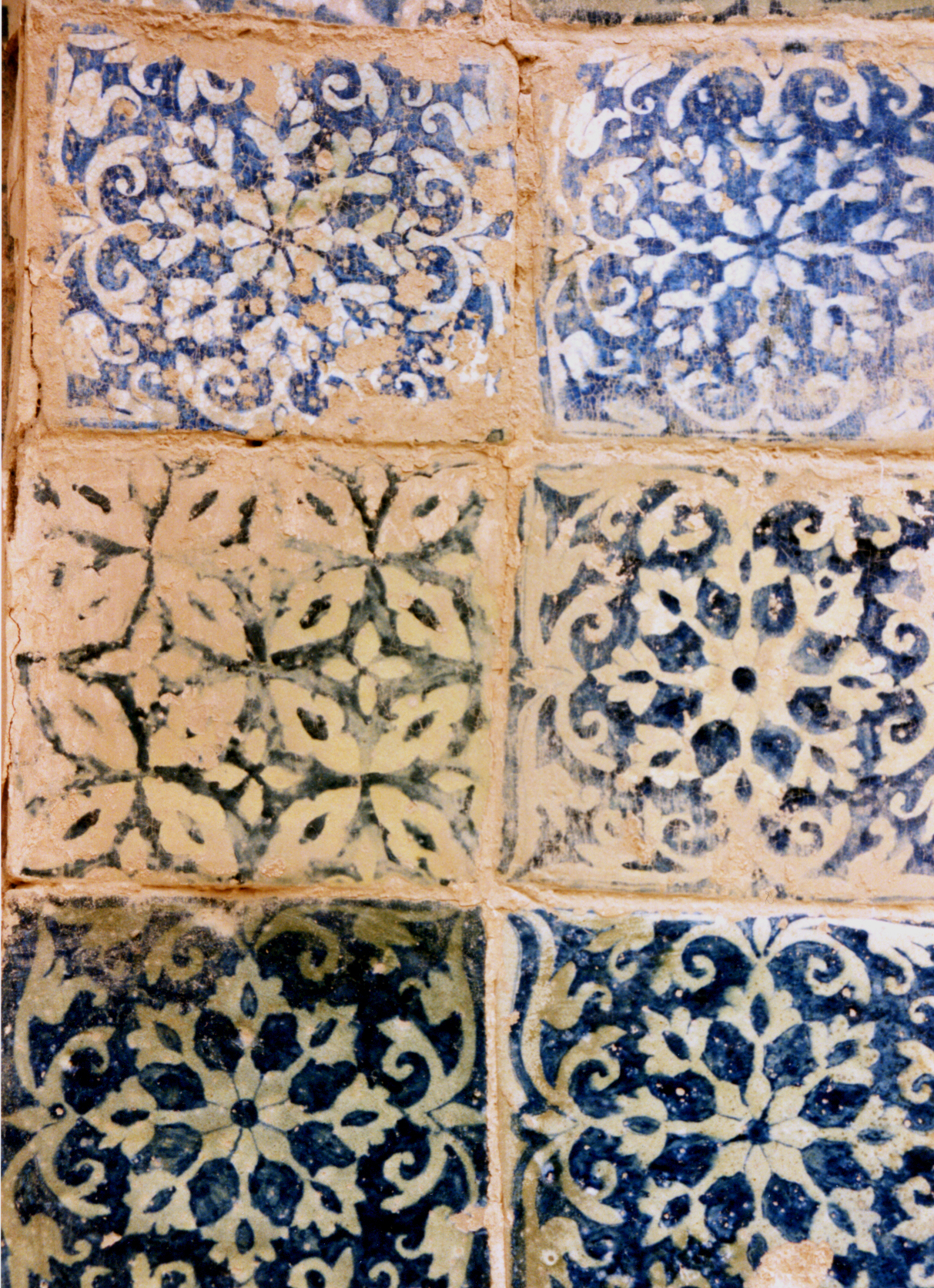
Céramique vernissée à motifs végétaux. Évocation du jardin du Paradis ou "Jardin de Félicité".
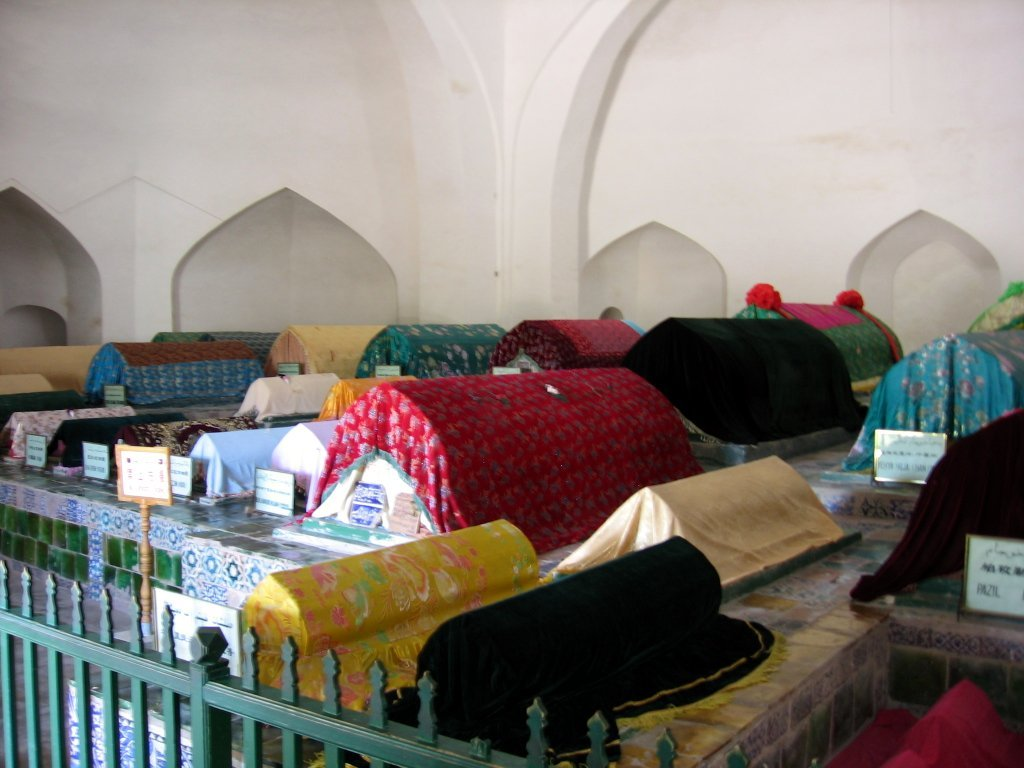
Vue intérieure du mausolée. Les tombeaux.

Ce monument est comparable au Gour Emir, Mausolée de Tamerlan (Gur I Amir ou Gur-e Amir) de 1403, à Samarcande. Le plan d'ensemble du complexe, avec son jardin de fleurs composé de quatre carrés en croix et sa mosquée funéraire (l'espace de prière étant séparé du mausolée par un jardin ombragé composé autour d'un bassin, l'espace destiné au prêche étant adossé au mausolée. Ce type de composition est, à peu de chose près, traditionnel à l'architecture islamique et, somme toute, semblable au plan du Taj Mahal (1631-1643).

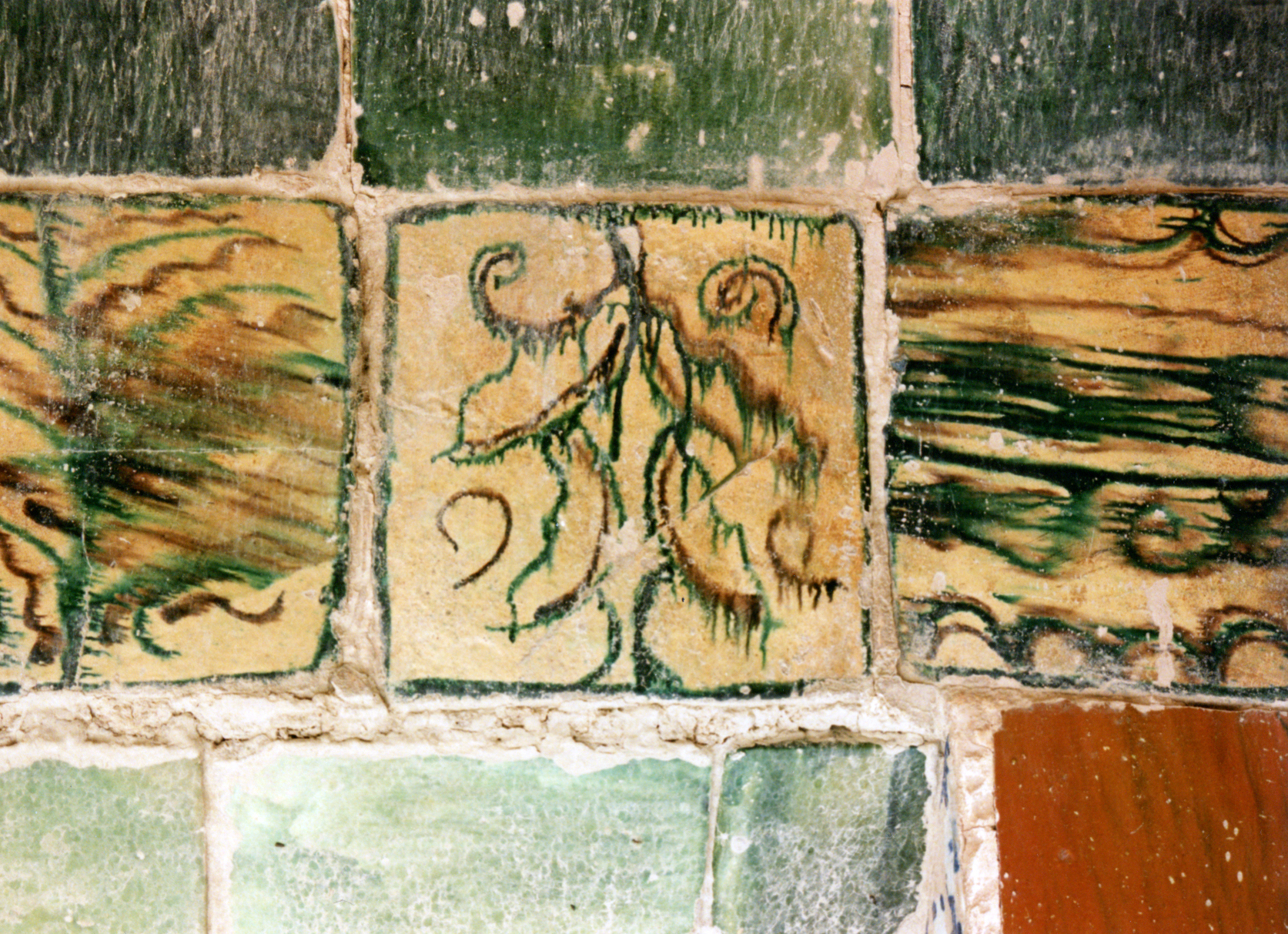
Façade : revêtement de céramiques, deux couleurs.
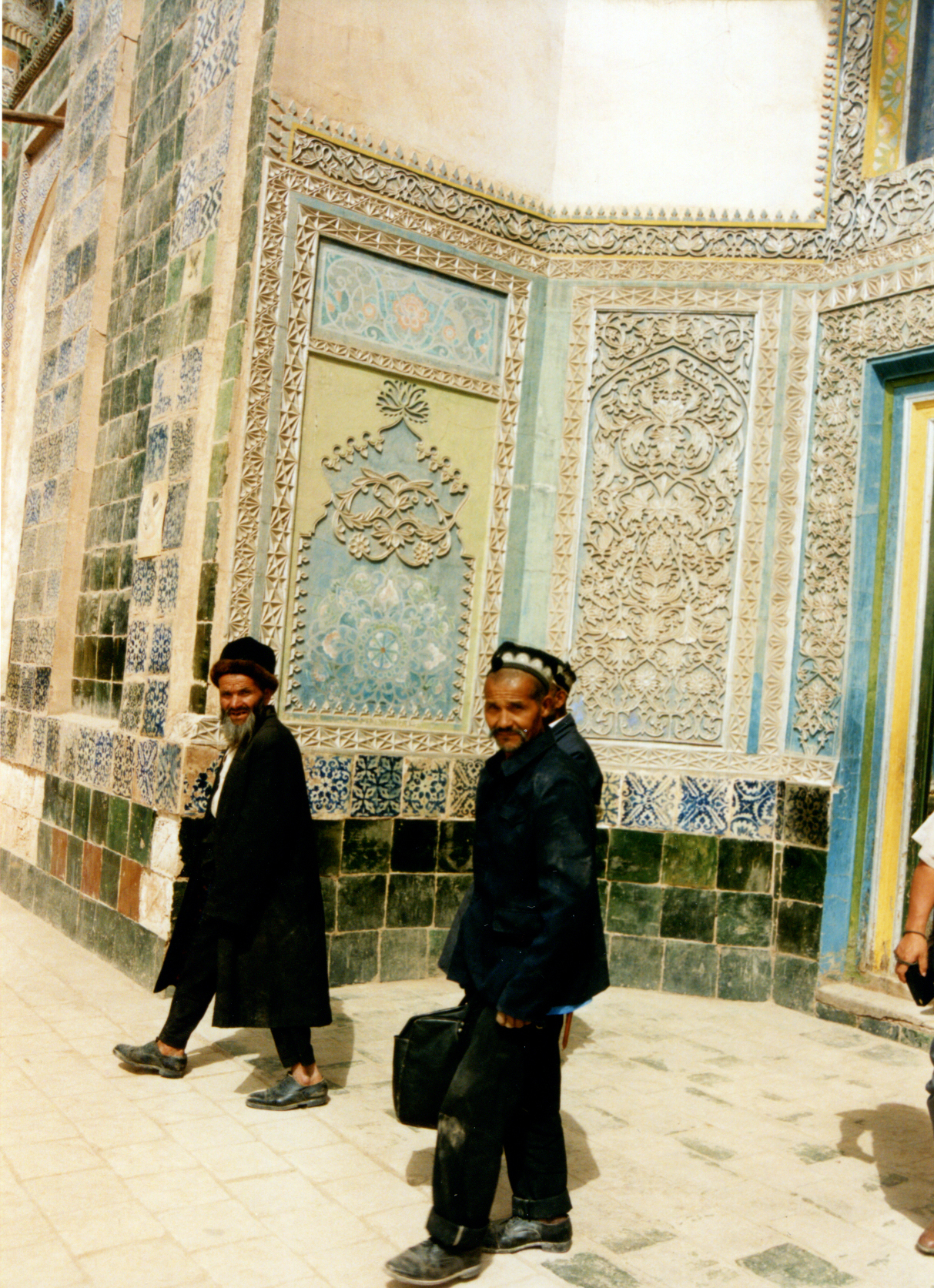
Iwan  à décor de sgraffite (stuc) ou pierre travaillée en relief et peinture, à motifs floraux stylisés.
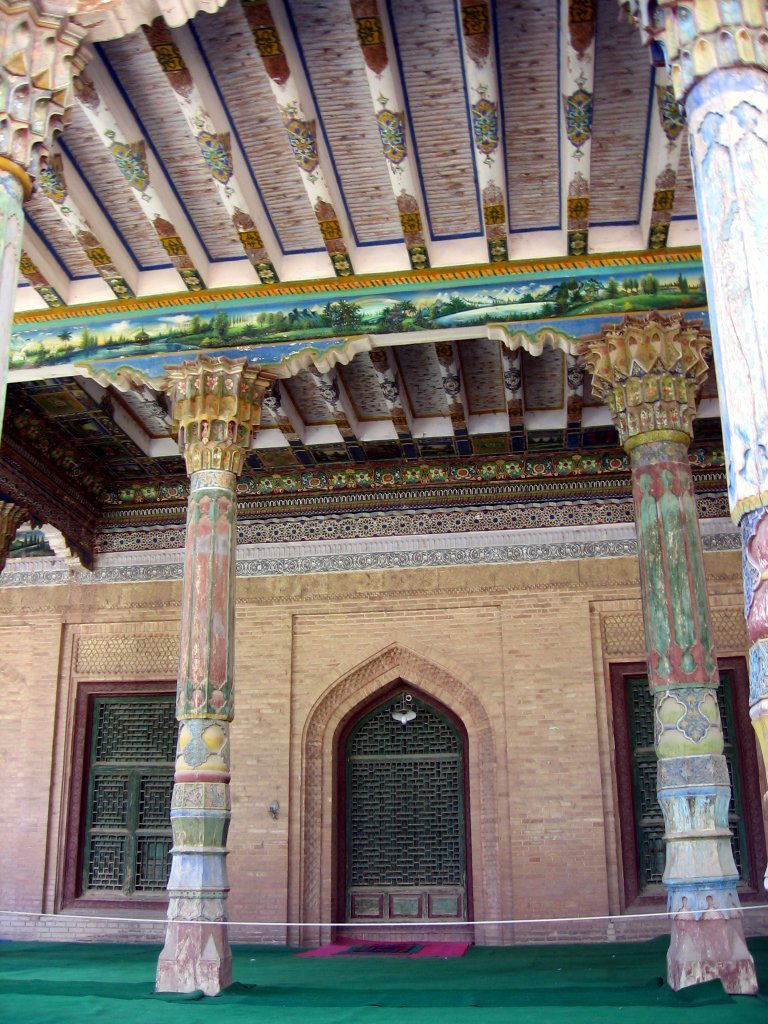
Piliers à muqarnas sur les chapiteaux et plafond à décor géométrique polychrome de la mosquée funéraire.
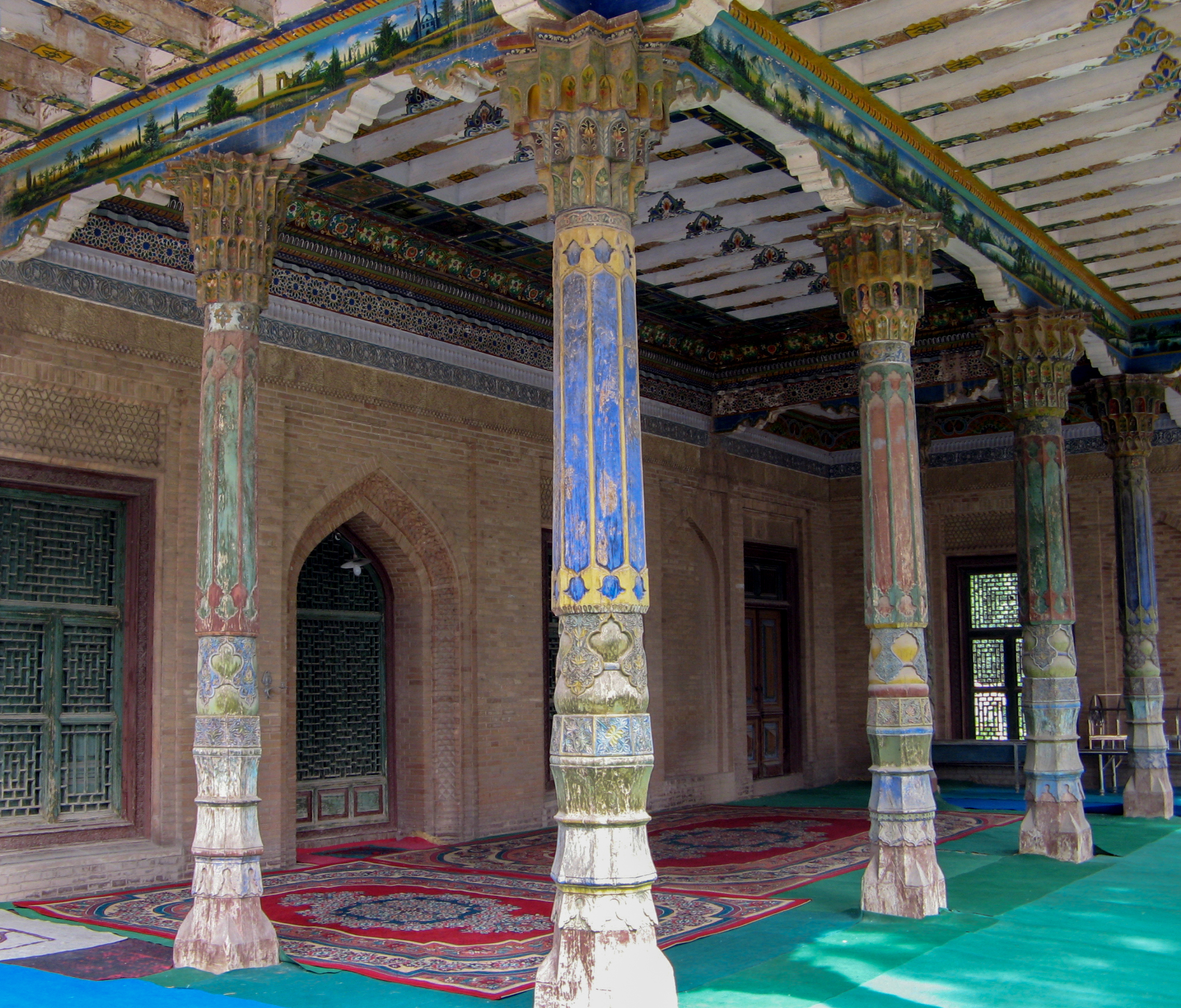
Mosquée funéraire de la famille Khoja, ou double mosquée du sud, fin 19e siècle.
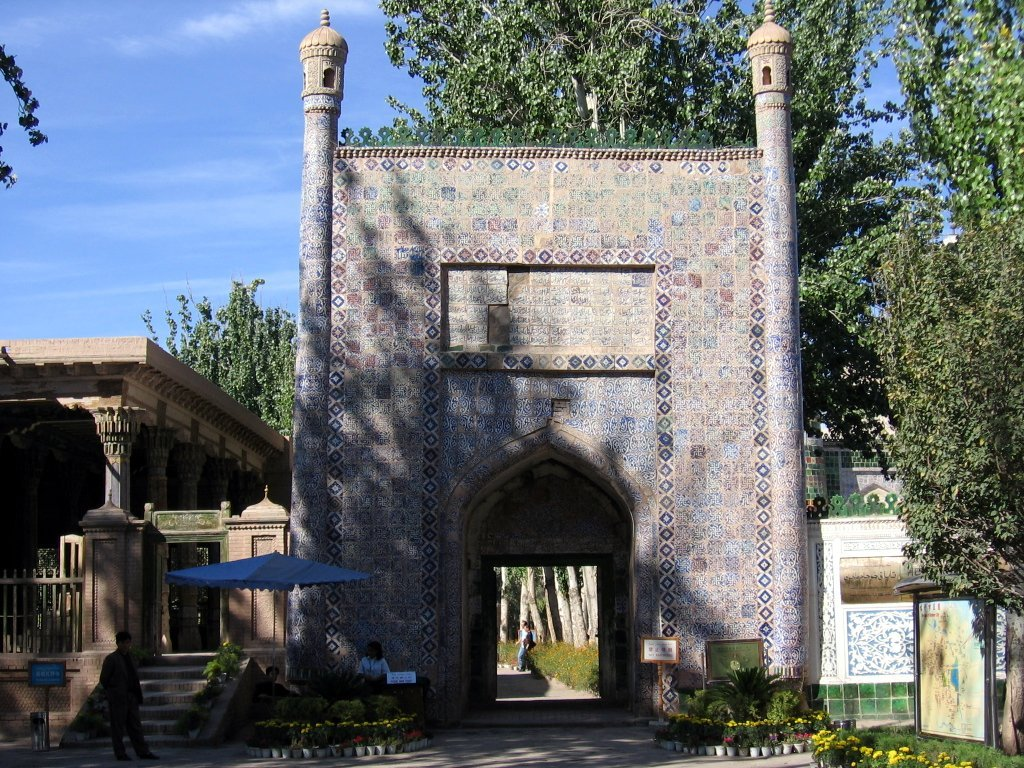
Portail d'entrée. Jardin ombragé entre le mausolée (à dr.) et la double mosquée du sud, funéraire (à g.).
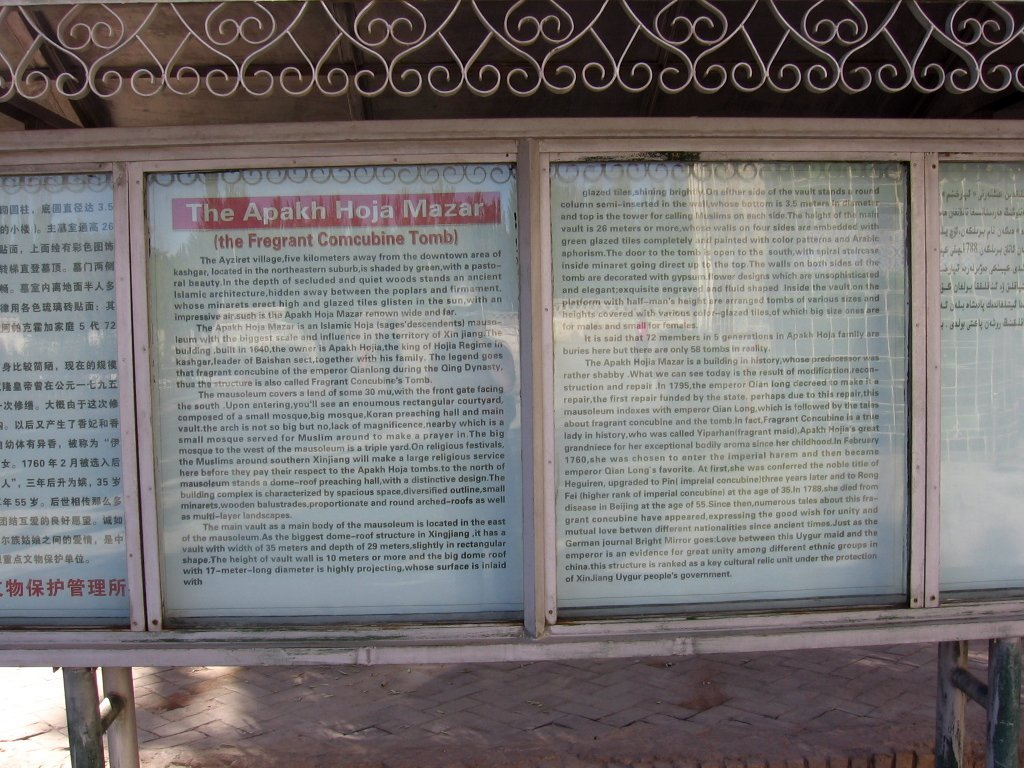
Panneau de propagande faisant du mausolée une « preuve » de l'union ancienne entre Xinjiang et Chine, par l'histoire de la concubine parfumée.